# Alzano 1909 Virescit Football Club 1999-2000
Questa pagina raccoglie le informazioni riguardanti l'Alzano 1909 Virescit Football Club nelle competizioni ufficiali della stagione 1999-2000.

## Stagione
Nella stagione 1999-2000 l'Alzano Virescit disputa il suo primo campionato di Serie B. Sempre allenata da Claudio Foscarini, il tecnico che l'ha portata in Serie B nella stagione precedente, la matricola bianconera disputa un buon girone di andata, chiudendo con 26 punti, in una solida posizione di centroclassifica. Nel girone di ritorno ha però raccolto solo 16 punti, lottando fino all'ultima giornata per mantenere la serie cadetta, senza riuscirci;  con un totale di 42 punti, occupa il diciottesimo posto in classifica che la fa retrocedere in terza serie. Anche in Serie B il bergamasco Giacomo Ferrari si mette in evidenza con 12 reti in campionato ed una in Coppa Italia, non soffrendo il salto di categoria. Le gare interne della stagione sono state giocate nello Stadio Atleti Azzurri d'Italia di Bergamo, più capiente e adatto alla Serie B, in luogo del Carillo Pesenti Pigna di Alzano Lombardo. Nella Coppa Italia l'Alzano Virescit disputa il girone 8, che promuove il Ravenna al secondo turno.

## Divise e sponsor
Lo sponsor tecnico per la stagione 1999-2000 è stato Virma, mentre lo sponsor ufficiale è stato Valtellina.
| casa | trasferta |

## Rosa
| N. |                   | Ruolo | Calciatore                 |
| -- | ----------------- | ----- | -------------------------- |
| 1  | Italia (bandiera) | P     | Alex Calderoni             |
| 2  | Italia (bandiera) | D     | Luigi Martinelli           |
| 3  | Italia (bandiera) | D     | Alessio Delpiano           |
| 4  | Italia (bandiera) | D     | Andrea Quaglia             |
| 5  | Italia (bandiera) | C     | Roberto Romualdi           |
| 6  | Italia (bandiera) | D     | Mario Solimeno             |
| 7  | Italia (bandiera) | C     | Marco Asara                |
| 8  | Italia (bandiera) | C     | Mirko Monetta              |
| 8  | Italia (bandiera) | C     | Marco Garavelli            |
| 9  | Italia (bandiera) | A     | Giacomo Ferrari            |
| 10 | Italia (bandiera) | C     | Armando Madonna (capitano) |
| 11 | Italia (bandiera) | A     | Massimiliano Memmo         |
| 11 | Italia (bandiera) | D     | Luca D'Angelo              |
| 12 | Italia (bandiera) | P     | Andrea Giangaspare         |
| 13 | Italia (bandiera) | C     | Alfonso Camorani           |
| 13 | Italia (bandiera) | D     | Vincenzo Matrone           |

| N. |                     | Ruolo | Calciatore            |
| -- | ------------------- | ----- | --------------------- |
| 14 | Italia (bandiera)   | D     | Paolo Bravo           |
| 14 | Italia (bandiera)   | C     | Omar Mazzilli         |
| 15 | Albania (bandiera)  | A     | Florian Myrtaj        |
| 15 | Italia (bandiera)   | C     | Stefano Salvatori     |
| 16 | Italia (bandiera)   | D     | Giovanni Capuano      |
| 17 | Italia (bandiera)   | D     | Francesco Bega        |
| 18 | Italia (bandiera)   | D     | Cristian Campi        |
| 19 | Italia (bandiera)   | A     | Marco Veronese        |
| 20 | Italia (bandiera)   | A     | Christian Scalzo      |
| 21 | Italia (bandiera)   | C     | Marco Grossi          |
| 22 | Italia (bandiera)   | P     | Alessandro Bianchessi |
| 23 | Italia (bandiera)   | C     | Simone Barone         |
| 24 | Italia (bandiera)   | C     | Giorgio Gorgone       |
| 25 | Italia (bandiera)   | P     | Marco Rama            |
| 32 | Slovenia (bandiera) | A     | Matjaž Florijančič    |

## Risultati

### Campionato

#### Girone di andata
| Arbitro: | Branzoni (Pavia) |

|                                 |           |           |
| G. Ferrari 54’ (rig.) Memmo 97’ | Marcatori | 40’ Smoje |

| Arbitro: | Pirrone (Messina) |

|             |           |  |
| Miccoli 74’ | Marcatori |  |

| Arbitro: | Soffritti (Ferrara) |

|                      |           |               |
| Scalzo 52’ Bravo 84’ | Marcatori | 26’ De Cesare |

| Arbitro: | Gabriele (Frosinone) |

|                               |           |           |
| Fattori 9’ Comandini 57’, 84’ | Marcatori | 80’ Memmo |

| Arbitro: | Saccani (Mantova) |

|  |           |               |
|  | Marcatori | 41’ Bonazzoli |

| Arbitro: | Branzoni (Pavia) |

|           |           |                |
| Taldo 33’ | Marcatori | 51’ G. Ferrari |

| Arbitro: | Trentalange (Torino) |

|                                             |           |                            |
| G. Ferrari 20’ (rig.), 31’ (rig.) Memmo 27’ | Marcatori | 60’ Di Michele 85’ Guidoni |

| Arbitro: | Zaltron (Bassano del Grappa) |

|             |           |                   |
| Nocerino 4’ | Marcatori | 45+1’ Florijancic |

| Arbitro: | N. Ayroldi (Molfetta) |

|                                   |           |                      |
| Scalzo 41’, 45+2’ Florijancic 61’ | Marcatori | 46’ (rig.) Francioso |

| Bergamo 7 novembre 1999 10ª giornata | Alzano Virescit   | 0 – 0 | Cosenza | Stadio Atleti Azzurri d'Italia\| Arbitro: \| Saccani (Mantova) \| |
| Arbitro:                             | Saccani (Mantova) |       |         |                                                                   |

| Arbitro: | Zaltron (Bassano del Grappa) |

|  |           |             |
|  | Marcatori | 17’ Gorgone |

| Arbitro: | Branzoni (Pavia) |

|                     |           |            |
| G. Ferrari 71’, 90’ | Marcatori | 80’ Atzori |

| Arbitro: | N. Ayroldi (Molfetta) |

|              |           |              |
| Ferrarese 5’ | Marcatori | 9’ Salvatori |

| Arbitro: | Braschi (Prato) |

|                     |           |  |
| Toni 3’ Crovari 27’ | Marcatori |  |

| Arbitro: | Cesari (Genova) |

|  |           |                                               |
|  | Marcatori | 23’, 48’ Schwoch 41’ C. Bellucci 93’ Stellone |

| Arbitro: | Bertini (Arezzo) |

|           |           |  |
| Nappi 52’ | Marcatori |  |

| Arbitro: | Branzoni (Pavia) |

|                                |           |              |
| Florijancic 29’ G. Ferrari 40’ | Marcatori | 23’ Iacopino |

| Pescara 9 gennaio 2000 18ª giornata | Pescara                      | 0 – 0 | Alzano Virescit | Stadio Adriatico\| Arbitro: \| Zaltron (Bassano del Grappa) \| |
| Arbitro:                            | Zaltron (Bassano del Grappa) |       |                 |                                                                |

| Arbitro: | Bertini (Arezzo) |

|  |           |             |
|  | Marcatori | 72’ Dionigi |

#### Girone di ritorno
| Arbitro: | Pin (Conegliano) |

|                 |           |                        |
| Lantignotti 51’ | Marcatori | 61’ (rig.) M. Veronese |

| Arbitro: | Bonfrisco (Monza) |

|              |           |  |
| Romualdi 56’ | Marcatori |  |

| Verona 13 febbraio 2000 22ª giornata | Chievo            | 0 – 0 | Alzano Virescit | Stadio Marcantonio Bentegodi\| Arbitro: \| Guiducci (Arezzo) \| |
| Arbitro:                             | Guiducci (Arezzo) |       |                 |                                                                 |

| Arbitro: | Fausti (Milano) |

|                |           |                                |
| Martinelli 45’ | Marcatori | 59’ (rig.), 68’, 70’ Comandini |

| Arbitro: | P. Rossi (Ciampino) |

|                               |           |  |
| Hubner 47’ (rig.), 55’ (rig.) | Marcatori |  |

| Bergamo 5 marzo 2000 25ª giornata | Alzano Virescit  | 0 – 0 | Cesena | Stadio Atleti Azzurri d'Italia\| Arbitro: \| Pin (Conegliano) \| |
| Arbitro:                          | Pin (Conegliano) |       |        |                                                                  |

| Arbitro: | Soffritti (Ferrara) |

|                                |           |                         |
| Di Michele 9’, 15’ Guidoni 34’ | Marcatori | 77’ Solimeno 89’ Scalzo |

| Arbitro: | Strazzera (Trapani) |

|                         |           |           |
| Campi 53’ Salvatori 63’ | Marcatori | 55’ Greco |

| Arbitro: | Soffritti (Ferrara) |

|               |           |  |
| Francioso 62’ | Marcatori |  |

| Arbitro: | Serena (Bassano del Grappa) |

|             |           |  |
| Malusci 65’ | Marcatori |  |

| Arbitro: | Bolognino (Milano) |

|                                   |           |                           |
| G. Ferrari 44’ (rig.), 78’ (rig.) | Marcatori | 45+1’ Fanesi 82’ Pandolfi |

| Ravenna 22 aprile 2000 31ª giornata | Ravenna         | 0 – 0 | Alzano Virescit | Stadio Bruno Benelli\| Arbitro: \| Fausti (Milano) \| |
| Arbitro:                            | Fausti (Milano) |       |                 |                                                       |

| Arbitro: | Trentalange (Torino) |

|                       |           |                            |
| G. Ferrari 37’ (rig.) | Marcatori | 17’, 21’ (rig.) A. Carbone |

| Arbitro: | Soffritti (Ferrara) |

|                          |           |                                |
| Solimeno 25’ Madonna 54’ | Marcatori | 39’ Bortoluzzi 62’ L. Beghetto |

| Arbitro: | Paparesta (Bari) |

|                                    |           |               |
| Schwoch 45+1’ (rig.), 63’ Asta 77’ | Marcatori | 85’ Garavelli |

| Bergamo 21 maggio 2000 35ª giornata | Alzano Virescit    | 0 – 0 | Atalanta | Stadio Atleti Azzurri d'Italia\| Arbitro: \| Bolognino (Milano) \| |
| Arbitro:                            | Bolognino (Milano) |       |          |                                                                    |

| Arbitro: | N. Ayroldi (Molfetta) |

|                            |           |             |
| Saudati 47’ Cappellini 55’ | Marcatori | 85’ Madonna |

| Arbitro: | Guiducci (Arezzo) |

|                                                     |           |                                 |
| G. Ferrari 5’ Florijancic 23’ Barone 69’ Grossi 85’ | Marcatori | 8’ Zanini 93’ (rig.) Tacconelli |

| Arbitro: | Bolognino (Milano) |

|                                                 |           |                                |
| Jovicic 13’ Flachi 30’ (rig.) Vasari 67’ (rig.) | Marcatori | 76’ G. Ferrari 87’ Florijancic |

### Coppa Italia

#### Turno preliminare Girone 8
| Ferrara 15 agosto 1999 1ª giornata | SPAL                         | 0 – 0 | Alzano Virescit | Stadio Paolo Mazza\| Arbitro: \| Zaltron (Bassano del Grappa) \| |
| Arbitro:                           | Zaltron (Bassano del Grappa) |       |                 |                                                                  |

| Arbitro: | Strazzera (Trapani) |

|  |           |                |
|  | Marcatori | 91’ Centofanti |

| Arbitro: | Gabriele (Frosinone) |

|                |           |                 |
| Luiso 43’, 46’ | Marcatori | 76’ M. Veronese |

| Arbitro: | Fausti (Milano) |

|                               |           |  |
| Memmo 68’, 78’ G. Ferrari 78’ | Marcatori |  |

| Arbitro: | Pin (Conegliano) |

|  |           |             |
|  | Marcatori | 86’ Logarzo |

| Arbitro: | Gabriele (Frosinone) |

|                 |           |              |
| Grabbi 18’, 46’ | Marcatori | 59’ Delpiano |